# Honda Indy 200 de 2008
O Honda Indy 200 de 2008 foi a décima segunda corrida da temporada de 2008 da IndyCar Series. A corrida foi disputada no dia 20 de julho no Mid-Ohio Sports Car Course, localizado na cidade de Lexington, Ohio. O vencedor foi o australiano Ryan Briscoe, da equipe Team Penske.

## Pilotos e Equipes
| Nº | Piloto               | Equipe                     | Chassis | Motor | Pneu |
| -- | -------------------- | -------------------------- | ------- | ----- | ---- |
| 2  | A. J. Foyt IV        | Vision Racing              | Dallara | Honda | F    |
| 3  | Hélio Castroneves    | Team Penske                | Dallara | Honda | F    |
| 4  | Vitor Meira          | Panther Racing             | Dallara | Honda | F    |
| 5  | Oriol Servià (R)     | KV Racing Technology       | Dallara | Honda | F    |
| 6  | Ryan Briscoe         | Team Penske                | Dallara | Honda | F    |
| 7  | Danica Patrick       | Andretti-Green Racing      | Dallara | Honda | F    |
| 8  | Will Power (R)       | KV Racing Technology       | Dallara | Honda | F    |
| 9  | Scott Dixon          | Chip Ganassi Racing        | Dallara | Honda | F    |
| 10 | Dan Wheldon          | Chip Ganassi Racing        | Dallara | Honda | F    |
| 11 | Tony Kanaan          | Andretti-Green Racing      | Dallara | Honda | F    |
| 14 | Darren Manning       | A. J. Foyt Enterprises     | Dallara | Honda | F    |
| 15 | Buddy Rice           | Dreyer & Reinbold Racing   | Dallara | Honda | F    |
| 17 | Ryan Hunter-Reay     | Rahal Letterman Racing     | Dallara | Honda | F    |
| 18 | Bruno Junqueira      | Dale Coyne Racing          | Dallara | Honda | F    |
| 19 | Mario Moraes (R)     | Dale Coyne Racing          | Dallara | Honda | F    |
| 20 | Ed Carpenter         | Vision Racing              | Dallara | Honda | F    |
| 23 | Milka Duno           | Dreyer & Reinbold Racing   | Dallara | Honda | F    |
| 25 | Marty Roth           | Roth Racing                | Dallara | Honda | F    |
| 26 | Marco Andretti       | Andretti-Green Racing      | Dallara | Honda | F    |
| 27 | Hideki Mutoh (R)     | Andretti-Green Racing      | Dallara | Honda | F    |
| 33 | E. J. Viso (R)       | HVM Racing                 | Dallara | Honda | F    |
| 34 | Jaime Câmara (R)     | Conquest Racing            | Dallara | Honda | F    |
| 36 | Enrique Bernoldi (R) | Conquest Racing            | Dallara | Honda | F    |
| 96 | Mario Domínguez (R)  | Pacific Coast Motorsports  | Dallara | Honda | F    |
| 02 | Justin Wilson (R)    | Newman/Haas/Lanigan Racing | Dallara | Honda | F    |
| 06 | Graham Rahal (R)     | Newman/Haas/Lanigan Racing | Dallara | Honda | F    |

- (R) - Rookie

## Resultados

### Treino classificatório
| Treino classificatório - 19 de julho | Treino classificatório - 19 de julho | Treino classificatório - 19 de julho | Treino classificatório - 19 de julho | Treino classificatório - 19 de julho | Treino classificatório - 19 de julho | Treino classificatório - 19 de julho | Treino classificatório - 19 de julho | Treino classificatório - 19 de julho |
| Pos.                                 | Nº                                   | Piloto                               | Equipe                               | Q1                                   | Q1                                   | Q2                                   | Q3                                   |                                      |
| Pos.                                 | Nº                                   | Piloto                               | Equipe                               | Grupo 1                              | Grupo 2                              | Q2                                   | Q3                                   |                                      |
| ------------------------------------ | ------------------------------------ | ------------------------------------ | ------------------------------------ | ------------------------------------ | ------------------------------------ | ------------------------------------ | ------------------------------------ | ------------------------------------ |
| 1                                    | 3                                    | Hélio Castroneves                    | Team Penske                          |                                      | 1:07.8723                            | 1:07.3683                            | 1:07.2480                            |                                      |
| 2                                    | 6                                    | Ryan Briscoe                         | Team Penske                          | 1:07.7925                            |                                      | 1:07.3192                            | 1:07.2657                            |                                      |
| 3                                    | 26                                   | Marco Andretti                       | Andretti-Green Racing                | 1:07.9885                            |                                      | 1:07.6159                            | 1:07.4107                            |                                      |
| 4                                    | 02                                   | Justin Wilson (R)                    | Newman/Haas/Lanigan Racing           | 1:08.1756                            |                                      | 1:07.4906                            | 1:07.5442                            |                                      |
| 5                                    | 11                                   | Tony Kanaan                          | Andretti-Green Racing                | 1:07.8645                            |                                      | 1:07.3704                            | 1:07.5750                            |                                      |
| 6                                    | 9                                    | Scott Dixon                          | Chip Ganassi Racing                  |                                      | 1:07.7135                            | 1:07.3751                            | 1:07.5930                            |                                      |
| 7                                    | 15                                   | Buddy Rice                           | Dreyer & Reinbold Racing             |                                      | 1:07.4874                            | 1:07.7551                            |                                      |                                      |
| 8                                    | 5                                    | Oriol Servià (R)                     | KV Racing Technology                 |                                      | 1:07.9308                            | 1:07.8447                            |                                      |                                      |
| 9                                    | 18                                   | Bruno Junqueira                      | Dale Coyne Racing                    |                                      | 1:08.0301                            | 1:07.8689                            |                                      |                                      |
| 10                                   | 27                                   | Hideki Mutoh (R)                     | Andretti-Green Racing                |                                      | 1:07.9011                            | 1:07.9031                            |                                      |                                      |
| 11                                   | 4                                    | Vitor Meira                          | Panther Racing                       | 1:08.1337                            |                                      | 1:08.0034                            |                                      |                                      |
| 12                                   | 8                                    | Will Power (R)                       | KV Racing Technology                 | 1:08.1367                            |                                      | 1:08.0678                            |                                      |                                      |
| 13                                   | 10                                   | Dan Wheldon                          | Chip Ganassi Racing                  | 1:08.3379                            |                                      |                                      |                                      |                                      |
| 14                                   | 06                                   | Graham Rahal (R)                     | Newman/Haas/Lanigan Racing           |                                      | 1:08.0459                            |                                      |                                      |                                      |
| 15                                   | 17                                   | Ryan Hunter-Reay                     | Rahal Letterman Racing               | 1:08.3444                            |                                      |                                      |                                      |                                      |
| 16                                   | 96                                   | Mario Domínguez (R)                  | Pacific Coast Motorsports            |                                      | 1:08.0742                            |                                      |                                      |                                      |
| 17                                   | 33                                   | E. J. Viso (R)                       | HVM Racing                           | 1:08.4668                            |                                      |                                      |                                      |                                      |
| 18                                   | 36                                   | Enrique Bernoldi (R)                 | Conquest Racing                      |                                      | 1:08.2645                            |                                      |                                      |                                      |
| 19                                   | 19                                   | Mario Moraes (R)                     | Dale Coyne Racing                    | 1:08.5580                            |                                      |                                      |                                      |                                      |
| 20                                   | 7                                    | Danica Patrick                       | Andretti-Green Racing                |                                      | 1:08.3609                            |                                      |                                      |                                      |
| 21                                   | 14                                   | Darren Manning                       | A. J. Foyt Enterprises               | 1:09.1560                            |                                      |                                      |                                      |                                      |
| 22                                   | 20                                   | Ed Carpenter                         | Vision Racing                        |                                      | 1:09.0310                            |                                      |                                      |                                      |
| 23                                   | 2                                    | A. J. Foyt IV                        | Vision Racing                        | 1:09.3607                            |                                      |                                      |                                      |                                      |
| 24                                   | 25                                   | Marty Roth                           | Roth Racing                          |                                      | 1:10.9141                            |                                      |                                      |                                      |
| 25                                   | 34                                   | Jaime Câmara (R)                     | Conquest Racing                      | 1:10.5110                            |                                      |                                      |                                      |                                      |
| 26                                   | 23                                   | Milka Duno                           | Dreyer & Reinbold Racing             |                                      | 1:12.2709                            |                                      |                                      |                                      |
| Relatório[ligação inativa]           |                                      |                                      |                                      |                                      |                                      |                                      |                                      |                                      |

- (R) - Rookie

### Corrida
| Corrida - 20 de julho      | Corrida - 20 de julho | Corrida - 20 de julho | Corrida - 20 de julho      | Corrida - 20 de julho | Corrida - 20 de julho | Corrida - 20 de julho | Corrida - 20 de julho | Corrida - 20 de julho |
| Pos                        | Nº                    | Piloto                | Equipe                     | Voltas                | Tempo                 | Largada               | Voltas na Liderança   | Pontos                |
| -------------------------- | --------------------- | --------------------- | -------------------------- | --------------------- | --------------------- | --------------------- | --------------------- | --------------------- |
| 1                          | 6                     | Ryan Briscoe          | Team Penske                | 85                    | 2:01:22.8496          | 2                     | 43                    | 53                    |
| 2                          | 3                     | Hélio Castroneves     | Team Penske                | 85                    | +7.2640               | 1                     | 5                     | 40                    |
| 3                          | 9                     | Scott Dixon           | Chip Ganassi Racing        | 85                    | +7.6967               | 6                     | 0                     | 35                    |
| 4                          | 4                     | Will Power (R)        | KV Racing Technology       | 85                    | +12.7569              | 12                    | 3                     | 32                    |
| 5                          | 5                     | Oriol Servià (R)      | KV Racing Technology       | 85                    | +13.4713              | 8                     | 0                     | 30                    |
| 6                          | 4                     | Vitor Meira           | Panther Racing             | 85                    | +14.9934              | 11                    | 21                    | 28                    |
| 7                          | 11                    | Tony Kanaan           | Andretti-Green Racing      | 85                    | +15.2597              | 5                     | 0                     | 26                    |
| 8                          | 14                    | Darren Manning        | A. J. Foyt Enterprises     | 85                    | +17.5053              | 21                    | 1                     | 24                    |
| 9                          | 27                    | Hideki Mutoh (R)      | Andretti-Green Racing      | 85                    | +18.0084              | 10                    | 0                     | 22                    |
| 10                         | 17                    | Ryan Hunter-Reay      | Rahal Letterman Racing     | 85                    | +19.2100              | 15                    | 0                     | 20                    |
| 11                         | 02                    | Justin Wilson (R)     | Newman/Haas/Lanigan Racing | 85                    | +28.8880              | 4                     | 11                    | 19                    |
| 12                         | 7                     | Danica Patrick        | Andretti-Green Racing      | 85                    | +34.6822              | 20                    | 0                     | 18                    |
| 13                         | 18                    | Bruno Junqueira       | Dale Coyne Racing          | 85                    | +39.7940              | 9                     | 0                     | 17                    |
| 14                         | 34                    | Jaime Câmara (R)      | Conquest Racing            | 85                    | +51.5572              | 25                    | 0                     | 16                    |
| 15                         | 20                    | Ed Carpenter          | Vision Racing              | 85                    | +1:19.9192            | 22                    | 0                     | 15                    |
| 16                         | 06                    | Graham Rahal (R)      | Newman/Haas/Lanigan Racing | 84                    | +1 volta              | 14                    | 0                     | 14                    |
| 17                         | 10                    | Dan Wheldon           | Chip Ganassi Racing        | 84                    | +1 volta              | 13                    | 0                     | 13                    |
| 18                         | 2                     | A. J. Foyt IV         | Vision Racing              | 84                    | +1 volta              | 23                    | 0                     | 12                    |
| 19                         | 96                    | Mario Domínguez (R)   | Pacific Coast Motorsports  | 83                    | +2 voltas             | 16                    | 0                     | 12                    |
| 20                         | 15                    | Buddy Rice            | Dreyer & Reinbold Racing   | 82                    | +3 voltas             | 7                     | 0                     | 12                    |
| 21                         | 25                    | Marty Roth            | Roth Racing                | 80                    | +5 voltas             | 24                    | 0                     | 12                    |
| 22                         | 33                    | E. J. Viso (R)        | HVM Racing                 | 80                    | +5 voltas             | 17                    | 0                     | 12                    |
| 23                         | 23                    | Milka Duno            | Dreyer & Reinbold Racing   | 79                    | +6 voltas             | 26                    | 0                     | 12                    |
| 24                         | 19                    | Mario Moraes (R)      | Dale Coyne Racing          | 61                    | Fora da pista         | 19                    | 1                     | 12                    |
| 25                         | 26                    | Marco Andretti        | Andretti-Green Racing      | 41                    | Contato               | 3                     | 0                     | 10                    |
| 26                         | 36                    | Enrique Bernoldi (R)  | Conquest Racing            | 8                     | Contato               | 18                    | 0                     | 10                    |
| Relatório[ligação inativa] |                       |                       |                            |                       |                       |                       |                       |                       |

- (R) - Rookie